# Хартберг
Хартберг (на немски: Hartberg) е град в провинция Щирия, югоизточна Австрия. Населението му е 6650 души (по данни към 1 януари 2018 г.).
Разположен е на 359 m надморска височина в подножието на Алпите в най-западната част на Среднодунавската низина, на 48 km североизточно от Грац и на 38 km западно от границата с Унгария. Селището е основано през 1122 година от маркграфа на Щирия Леополд.